# Xã Murray, Quận Marshall, Kansas
Xã Murray (tiếng Anh: Murray Township) là một xã thuộc quận Marshall, tiểu bang Kansas, Hoa Kỳ. Năm 2010, dân số của xã này là 614 người.